# Araneus arfakianus
Araneus arfakianus är en spindelart som först beskrevs av Tord Tamerlan Teodor Thorell 1881.  Araneus arfakianus ingår i släktet Araneus och familjen hjulspindlar. Inga underarter finns listade i Catalogue of Life.